# Die Weltbühne

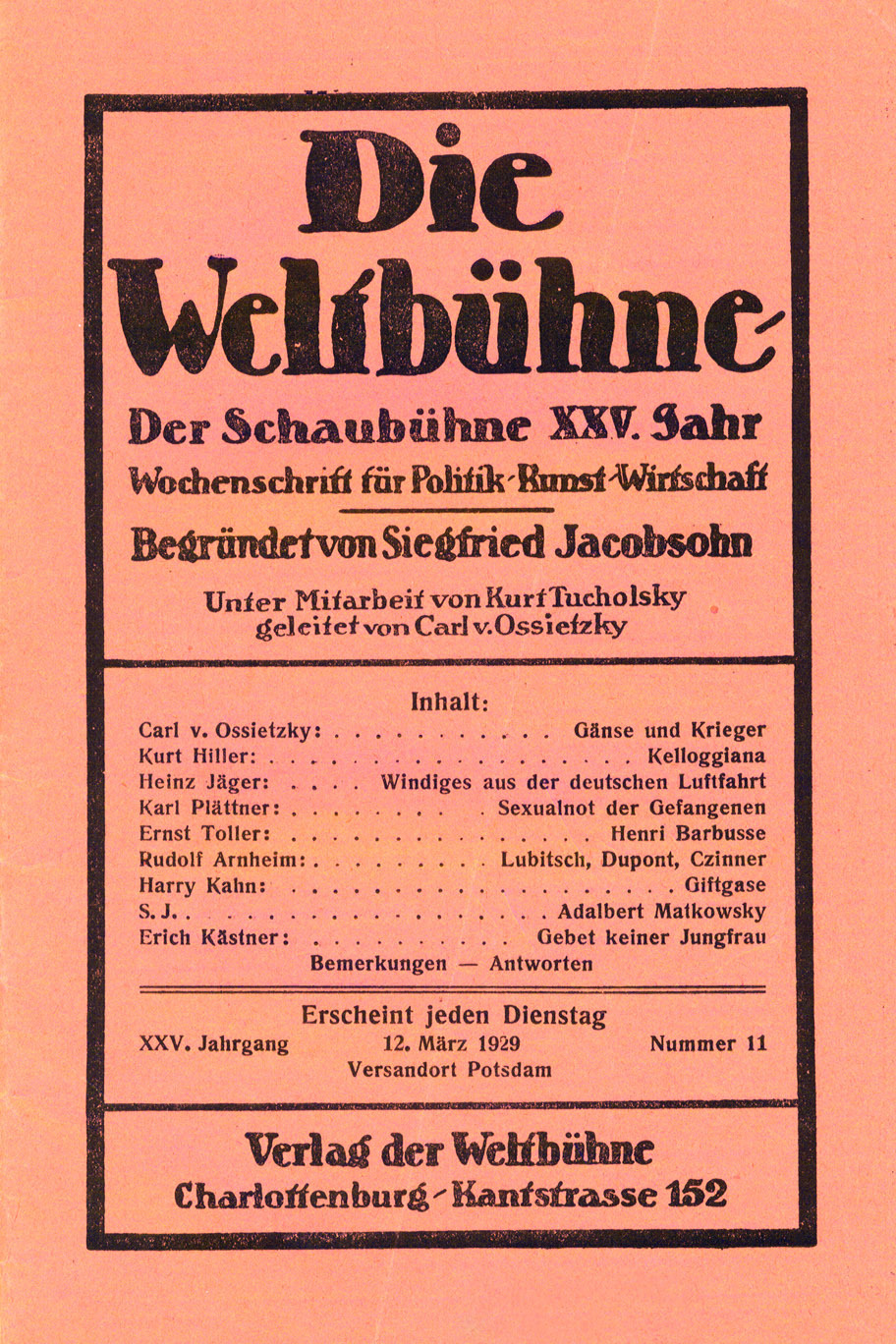

Die Weltbühne (Het wereldtoneel) was een Duits weekblad voor kunst, politiek en economie. Het tijdschrift werd door Siegfried Jacobsohn op 7 september 1905 voor het eerst in Berlijn uitgegeven onder de naam Die Schaubühne (Het schouwtoneel) en was aanvankelijk dan ook een tijdschrift dat uitsluitend aandacht besteedde aan zaken die met het theater van doen hadden. Op 4 april 1918, toen het tijdschrift al enige tijd een breder aandachtsgebied had, werd de titel gewijzigd in Die Weltbühne. 

## Burgerlijk links
In de tijd van de Weimar Republiek gold Die Weltbühne, dat in klein formaat met rode omslag werd uitgegeven, als hét platform voor radicaaldemocratisch, burgerlijk links. Tussen 1905 en 1933, toen het door de nazi's verboden werd, schreven in totaal zo'n 2500 auteurs voor het blad. Daartoe behoorden Kurt Tucholsky, die in 1926, na de dood van Jacobsohn, gedurende een jaar het hoofdredacteurschap had waargenomen en Carl von Ossietzky, die vanaf 1927 leiding gaf aan het blad. Tot de bekendste bijdragers worden verder Lion Feuchtwanger, Moritz Heimann, Kurt Hiller, Erich Mühsam, Else Lasker-Schüler, Erich Kästner, Alfred Polgar, Carl Zuckmayer en Arnold Zweig gerekend.

## Oost-Berlijn
Na de Rijksdagbrand in 1933 werd het tijdschrift verboden. Het werd evenwel in ballingschap tot 1939 uitgegeven onder de titel Die neue Weltbühne. Na het einde van de Tweede Wereldoorlog verscheen Die Weltbühne, zoals het weekblad toen weer werd genoemd, vanaf 1946 in Oost-Berlijn en werd uiteindelijk in 1993, na de Duitse hereniging, opgeheven.